# Vitézvirág
A vitézvirág vagy tornyos sisakoskosbor, tornyos vitézvirág (Anacamptis pyramidalis) a kosborfélék családjába tartozó, főleg Délnyugat-Európában elterjedt, feltűnő virágzatú orchideafaj.
Nemzetségének a típusfaja.

## Megjelenése
A vitézvirág 15–50 cm magas, lágyszárú, évelő növény. A föld alatt két megnyúlt ovális alakú gumója van, amely a többi kosborfajhoz hasonlóan gombákkal áll gyökérkapcsoltságban. Alsó levelei szálas-lándzsásak, párhuzamos erezetűek, maximum 25 cm hosszúak. A szárlevelei jóval rövidebbek, nem feltűnőek. Szára egyenes, felálló, nem elágazó.
Június-júliusban virágzik (Dél-Európában már március végén-áprilisban). Feltűnő tömött fürtvirágzata kezdetben rövid, hegyes kúp alakú, amely fokozatosan megnyúlik és végén kihegyesedő henger vagy tojásdad formát vesz fel. Apró virágainak színe a rózsaszíntől a bíborvörösig terjedhet, ritkán fehér. A virág mézajka háromkaréjú, mélyen bemetszett, karéjok épszélűek, tojásdadok. A két oldalsó karéj tövénél kis fülszerű függelék látható. A virágok hátsó részén 1,5 cm hosszú, fonálszerű, lelógó sarkantyú található. A virágokat nappali és éjjeli lepkék, valamint poszméhek porozzák be, amelyek hosszú pödörnyelvükkel elérik a sarkantyúban tárolt nektárt.
Termése toktermés.
Kromoszómaszáma 2n=36.

## Elterjedése és termőhelye
Európában (főleg Délnyugat-Európában, Közép-Európában ritka), Észak-Afrikában és Nyugat-Ázsiában honos. Magyarországon többek közt a Keszthelyi-fennsíkon, valamint a Bükk-vidéken fordul elő.
Láprétek, sztyepprétek, sziklagyepek lakója a tengerparti dűnéktől 2000 méter magasságig. A meszes talajt részesíti előnyben; elviseli a lúgos kémhatású talajt is. Napigényes.
A népi gyógyászatban kiszárított és összetört gumóját rendkívül táplálónak tartották és gyerekeknek és lábadozó betegeknek adták. Ezenkívül gyulladáscsökkentő hatással is rendelkezik.
Magyarországon védett, természetvédelmi értéke 10 000 Ft.

## Változatai
- Anacamptis pyramidalis var. pyramidalis
- Anacamptis pyramidalis var. urvilleana (Sommier & Caruana) Schltr.

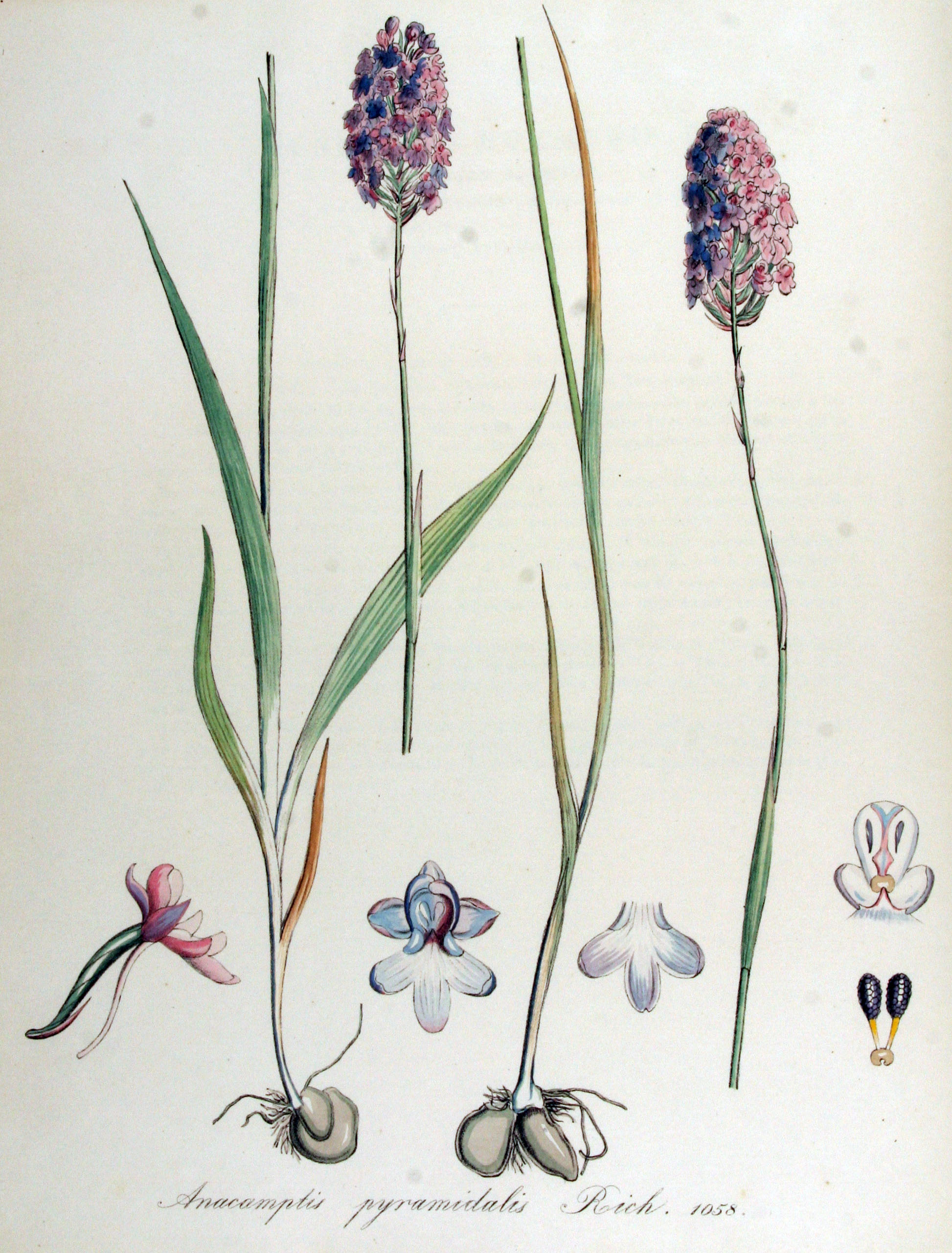
Vitézvirág az 1872-es Flora Batava-ban
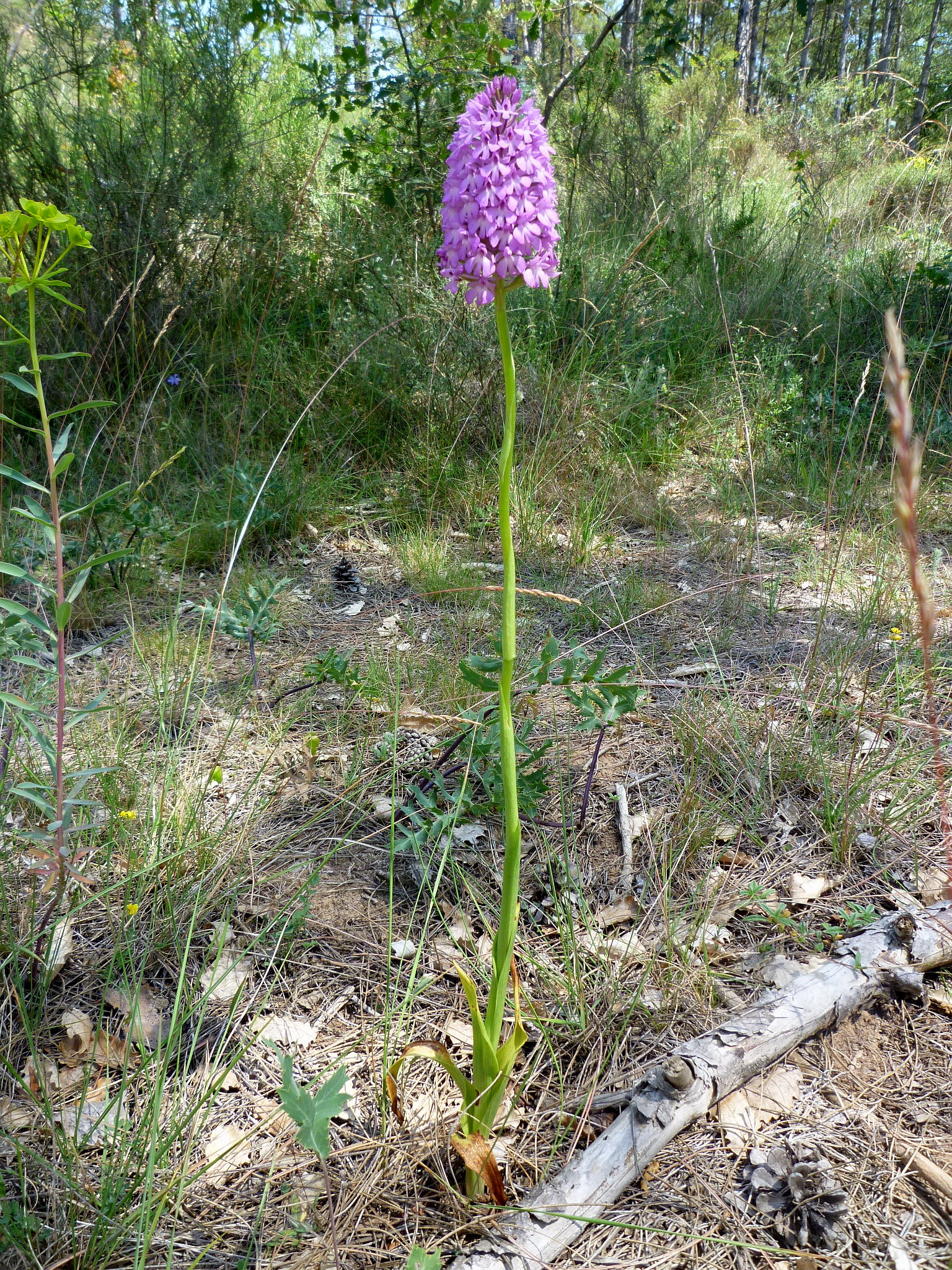
Virágzó vitézvirág
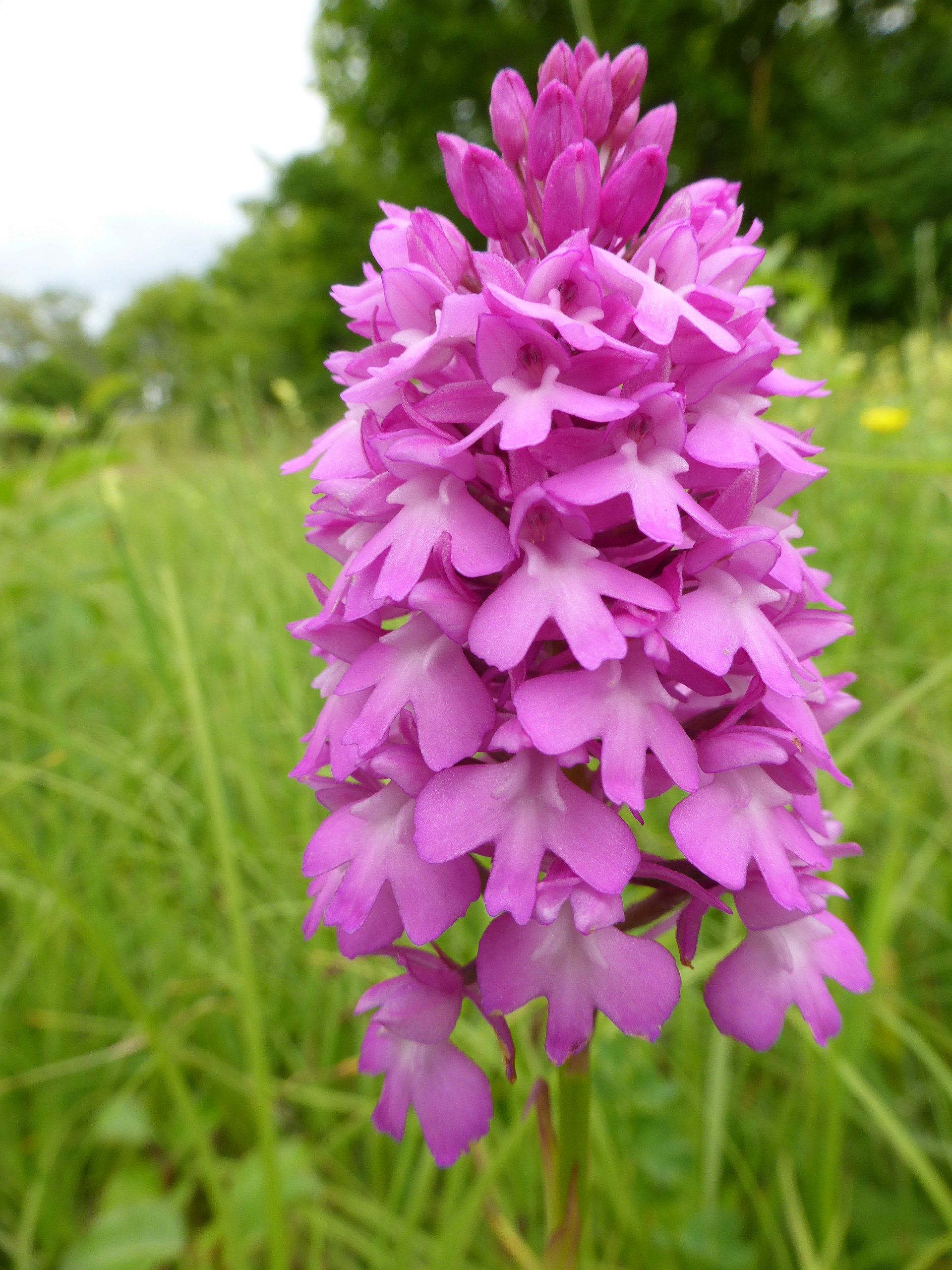
A virág közelről
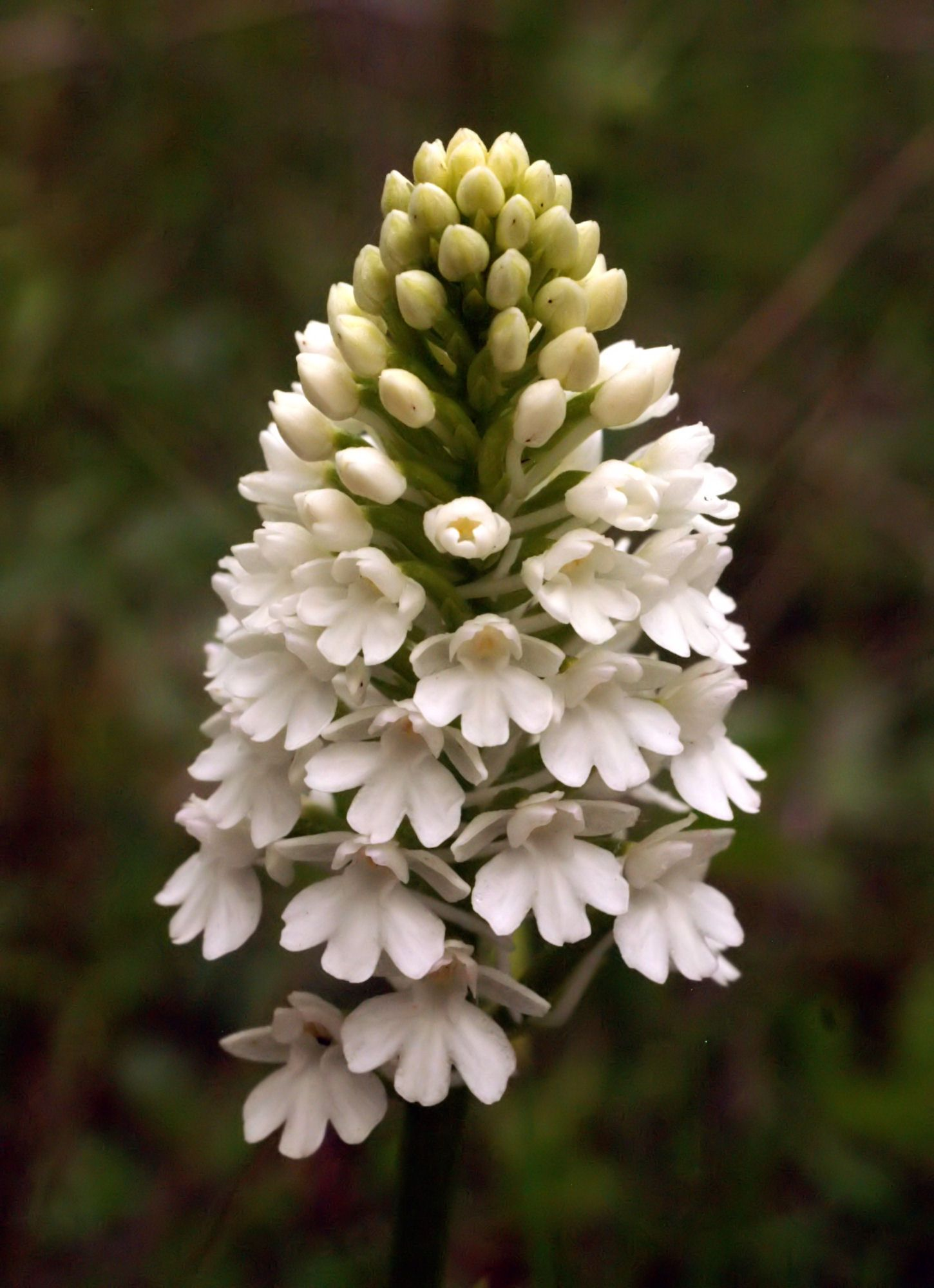
Fehér színváltozat